# Неводниця-Корицька
Неводниця-Корицька (пол. Niewodnica Korycka) — село в Польщі, у гміні Туроснь-Косьцельна Білостоцького повіту Підляського воєводства.
Населення — 408 осіб (2011).
У 1975-1998 роках село належало до Білостоцького воєводства.

## Демографія
Демографічна структура станом на 31 березня 2011 року:
|          | Загалом | Допрацездатний вік | Працездатний вік | Постпрацездатний вік |
| -------- | ------- | ------------------ | ---------------- | -------------------- |
| Чоловіки | 201     | 54                 | 135              | 12                   |
| Жінки    | 207     | 54                 | 130              | 23                   |
| Разом    | 408     | 108                | 265              | 35                   |